# NGC 1615
NGC 1615 (również PGC 15608 lub UGC 3096) – galaktyka eliptyczna (E-S0), znajdująca się w gwiazdozbiorze Byka. Odkrył ją Édouard Jean-Marie Stephan 5 stycznia 1878 roku.